# Isopedella
Isopedella là một chi nhện trong họ Sparassidae.